# Oxypappus
Oxypappus é um género botânico pertencente à família Asteraceae.